# نستور سرانو
نستور سرانو (انگلیسی: Nestor Serrano؛ زادهٔ ۵ نوامبر ۱۹۵۵) یک بازیگر سینما، و هنرپیشه اهل ایالات متحده آمریکا است. وی از سال ۱۹۸۲ میلادی تاکنون مشغول فعالیت بوده‌است.
از فیلم‌ها یا برنامه‌های تلویزیونی که وی در آن نقش داشته است می‌توان به مرد ، پسران بد ، شهر ساحلی ، هیئت منصفه فراری اشاره کرد.